# Устечківська сільська рада (Кременецький район)
Усте́чківська сільська́ ра́да — адміністративно-територіальна одиниця та орган місцевого самоврядування у Кременецькому районі Тернопільської області. Адміністративний центр — село Устечко.

## Загальні відомості
- Територія ради: 27,67 км²
- Населення ради: 1 068 осіб (станом на 2001 рік)

## Населені пункти
Сільській раді підпорядковані населені пункти:
- с. Устечко
- с. Очеретне

## Склад ради
Рада складається з 15 депутатів та голови.
- Голова ради: Городицький Віталій Васильович
- Секретар ради: Щіпська Марія Іванівна

### Керівний склад попередніх скликань
| Прізвище, ім'я, по батькові    | Основні відомості                                                                                  | Дата обрання | Дата звільнення |
| ------------------------------ | -------------------------------------------------------------------------------------------------- | ------------ | --------------- |
| Бондар Микола Антонович        | Сільський голова, 1957 року народження, член Соціалістичної партії України                         | 26.03.2006   | 31.10.2010      |
| Городицький Віталій Васильович | Сільський голова, 1969 року народження, освіта вища, член Всеукраїнського об'єднання «Батьківщина» | 31.10.2010   |                 |

Примітка: таблиця складена за даними сайту Верховної Ради України

### Депутати
За результатами місцевих виборів 2010 року депутатами ради стали:

#### За суб'єктами висування
| Суб'єкт висування | Кількість обраних депутатів | %   |
| ----------------- | --------------------------- | --- |
| Самовисування     | 15                          | 100 |

#### За округами
| № округу | Прізвище, ім'я, по батькові | Дата визнання обраним | Освіта  | Партійна приналежність | Відомості про обраного депутата                       |
| -------- | --------------------------- | --------------------- | ------- | ---------------------- | ----------------------------------------------------- |
| 1        | Вавренюк Петро Сергійович   | 02.11.2010            | середня | позапартійний          | с. Очеретне, опікун за пристарілими                   |
| 2        | Дунайчик Борис Васильович   | 02.11.2010            | вища    | член Народної партії   | Очеретненська загальноосвітня школа І-ІІ ст., вчитель |
| 3        | Королюк Ігор Іович          | 02.11.2010            | середня | позапартійний          | пенсіонер                                             |
| 4        | Цимбалюк Неля Лазарівна     | 02.11.2010            | вища    | позапартійна           | с. Очеретне, завід. ФП                                |
| 5        | Прицюк Петро Васильович     | 02.11.2010            | середня | позапартійний          | тимчасово не працює                                   |
| 6        | Кулина Віктор Дмитрович     | 02.11.2010            | середня | позапартійний          | тимчасово не працює                                   |
| 7        | Усік Василь Васильович      | 02.11.2010            | середня | позапартійний          | тимчасово не працює                                   |
| 8        | Будняк Світлана Василівна   | 02.11.2010            | вища    | член Народної партії   | С.Очеретне, завілдуюча бібліотекою                    |
| 9        | Мисько Віра Ііванівна       | 02.11.2010            | вища    | позапартійна           | Сільська рада, секретар                               |
| 10       | Сорока Галина Іванівна      | 02.11.2010            | вища    | член Народної партії   | тимчасово не працює                                   |
| 11       | Чумак Микола Іванович       | 02.11.2010            | середня | позапартійний          | тимчасово не працює                                   |
| 12       | Щіпська Марія Іванівна      | 02.11.2010            | вища    | позапартійна           | с. Очеретне, завідувачка відділення зв'язку           |
| 13       | Щур Микола Іванович         | 02.11.2010            | середня | позапартійний          | тимчасово не працює                                   |
| 14       | Остапишин Раїса Іванівна    | 02.11.2010            | вища    | позапартійна           | с. Устечко, завід. ФП                                 |
| 15       | Остапишин Юрій Васильович   | 02.11.2010            | вища    | позапартійний          | пенсіонер                                             |